# La Madelaine-sous-Montreuil
La Madelaine-sous-Montreuil település Franciaországban, Pas-de-Calais megyében. Lakosainak száma 148 fő (2022. január 1.). La Madelaine-sous-Montreuil Attin, La Calotterie, Campigneulles-les-Petites, Écuires, Montreuil-sur-Mer, Neuville-sous-Montreuil és Sorrus községekkel határos.

## Népesség
A település népességének változása:
| Lakosok száma | 170  | 165  | 171  | 161  | 158  | 154  | 151  | 149  | 148  |
|               | 2013 | 2015 | 2016 | 2017 | 2018 | 2019 | 2020 | 2021 | 2022 |